# Prodiaphania furcata
Prodiaphania furcata là một loài ruồi trong họ Tachinidae.